# NGC 3393
NGC 3393 est une vaste galaxie spirale barrée située dans la constellation de l'Hydre. NGC 3393 a été découverte par l'astronome britannique John Herschel en 1835.

## Caractéristiques
La classe de luminosité de NGC 3393 est I et elle présente une large raie HI. C'est aussi une galaxie active de type Seyfert 2.

### Distance
Sa vitesse par rapport au fond diffus cosmologique est de 4 101 ± 25 km/s, ce qui correspond à une distance de Hubble de 60,5 ± 4,3 Mpc (∼197 millions d'al).

### Morphologie dans l'infrarouge
Dans la  bande K infrarouge, NGC 3393 présente une barre centrale d'environ 16 secondes d'arc dont l'ellipticité maximale est de 0,39. L'angle de position de celle-ci est de 158°.

## Galaxie active aux deux trous noirs supermassifs

L'image des deux trous noirs supermassifs. (Télescope spatial Chandra)

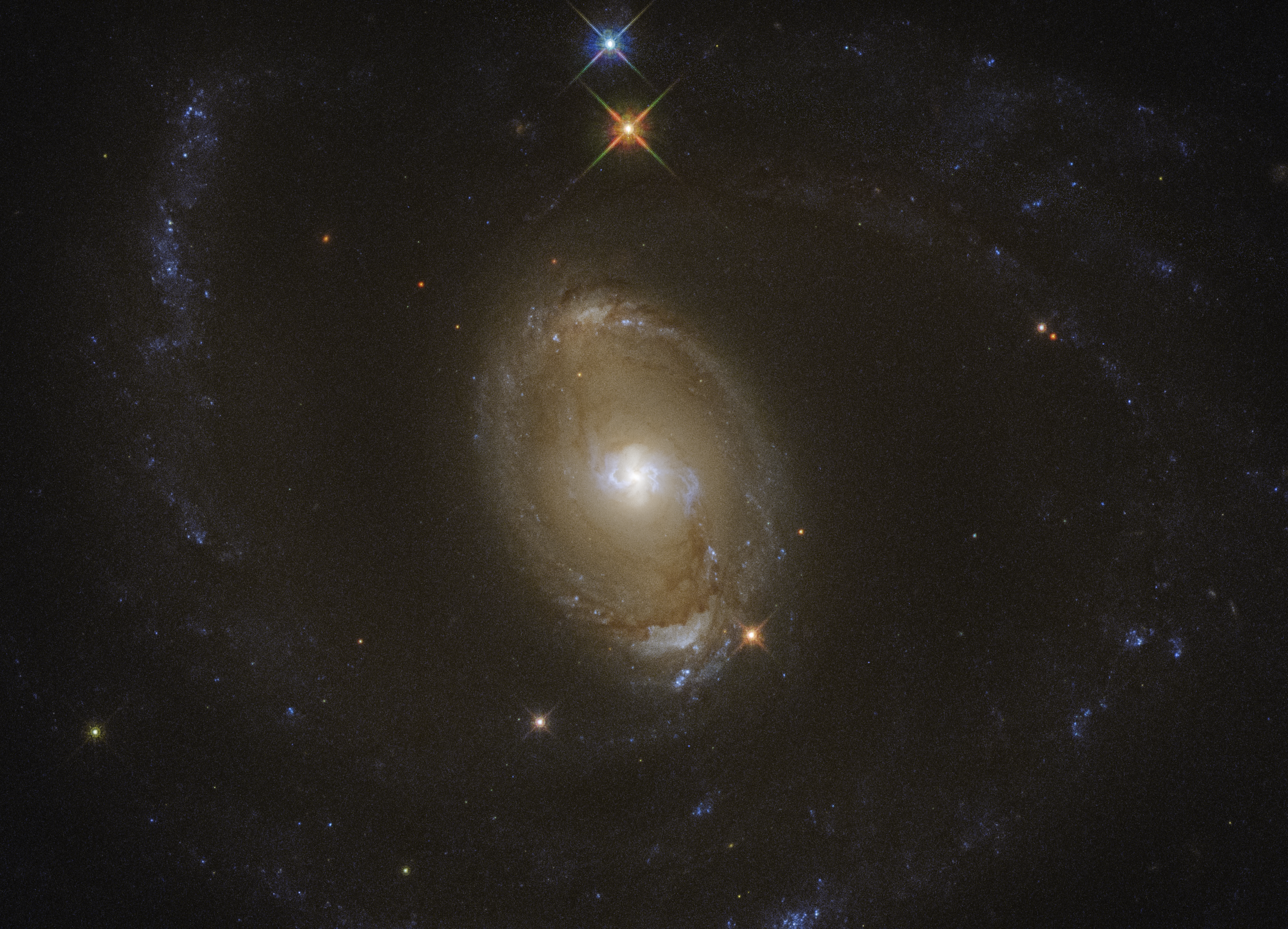
Sur cette image captée par le télescope spatial Hubble, on voit très bien l'activité du noyau central de nGC 3393.

Cette galaxie est très étudiée pour plusieurs raisons. L'une des premières particularités de NGC 3393 est sa forte activité entraînant l'émission d'un puissant maser astronomique (maser à eau). Cette activité, couplée à la haute densité de la galaxie, laisse entrevoir dès 2008 l'existence d'un trou noir supermassif en son cœur. Une étude réalisée en 2011 confirme les prédictions en affirmant l'existence de deux trous noirs supermassifs dans le noyau, séparés par environ 490 années-lumière, preuve d'une fusion entre deux galaxies il y a plus d'un milliard d'années.
En effet, grâce aux observations dans le domaine des rayons X réalisées avec le télescope spatial Chandra, des astronomes ont découvert pour la première fois une paire de trous noirs supermassifs dans le centre de NGC 3393. Les masses de ces trous noirs seraient d'environ 8 x 105 {\displaystyle M_{\odot }} et de 106 {\displaystyle M_{\odot }} pour le plus gros. Ces valeurs qui sont des limites inférieures basées sur la limite d'Eddington. Des mesures basée sur l'interférométrie à très longue base (VLBI) conduisent à une masse qui pourrait être de l'ordre de 107 pour le trou noir le plus massif.
Auparavant, une étude réalisée auprès de 76 galaxies par Alister Graham en 2008, avait déterminé que le bulbe central de NGC 3393 renfermait un trou noir supermassif dont la masse a été estimée à 3,1+0,2
−0,2 x 107 {\displaystyle M_{\odot }}.

## Groupe de NGC 3393
NGC 3393 est la galaxie la plus brillante d'un groupe de galaxies qui porte son nom. Le groupe de NGC 3393 comprend au moins 6 autres galaxies : NGC 3383, NGC 3463, ESO 501-102, ESO 502-5, ESO 502-8 et ESO 502-11.